# Porxos de Vidal Quadras
Els Porxos de Vidal Quadras és un edifici situat al passeig d'Isabel II i els carrers de Llauder i Pas Sota Muralla de Barcelona, catalogat com a bé cultural d'interès local.

## Història
El sigetà Josep Maria Vidal i Robert (1775-1840) es va casar amb Josepa Quadras i Mercer (1767-1839), i van tenir dos fills varons: Manuel (1793-1861) i Aleix Vidal i Quadras (1797-1883), i una filla, Josepa. Després d'haver-hi treballat com a pescador, Josep Maria Vidal marxà a Amèrica i s'instal·là a Maracaibo (Venezuela), on va fundar un establiment comercial. El 1809, els seus fills Manuel i Aleix van marxar per a ajudar-lo en el seu negoci.
El 1816, Manuel s'hi va casar amb Anna Ramon i Marquès (1799-1828), natural de Torredembarra, però el 1821, arran de la derrota dels exèrcits reialistes davant de les forces independentistes de Simón Bolívar i la presa de Maracaibo, es van establir a Santiago de Cuba. Allà van fer fortuna fins que van decidir liquidar tot el seu negoci de tabacs, repatriar el capital a Barcelona i acudir a la subhasta d'una de les illes del passeig d'Isabel II, juntament amb Josep Xifré i Casas, on el 1839 van fer construir sengles edificis (núms. 2 i 4), més un tercer de Josep Xifré i Casas (núm. 6), projectats per l'arquitecte Francesc Vila, que pocs anys abans, i en col·laboració amb Josep Buxareu, ja s'havia encarregat dels veïns Porxos d'en Xifré.
El desembre del 1846, els germans Vidal i Quadras van constituir la societat de comerç i banca Vidal Quadras Germans amb un capital de 150.000 pessetes. Manuel va morir el 27 de juliol del 1861, i el desembre del mateix any van entrar a la societat els seus nebots Manuel (1818-1894) i Aleix Vidal-Quadras i Ramon (1826-1914), augmentant el capital fins a 1.150.000 pessetes. Deu anys més tard, el desembre del 1871, Vidal Quadras Germans es va convertir en una societat comanditària amb un capital de 1.500.000 pessetes, i Aleix va deixar la gerència en mans dels seus fills Manuel i Aleix. Finalment, l'any 1911 va ser absorbida pel Banc de Barcelona.

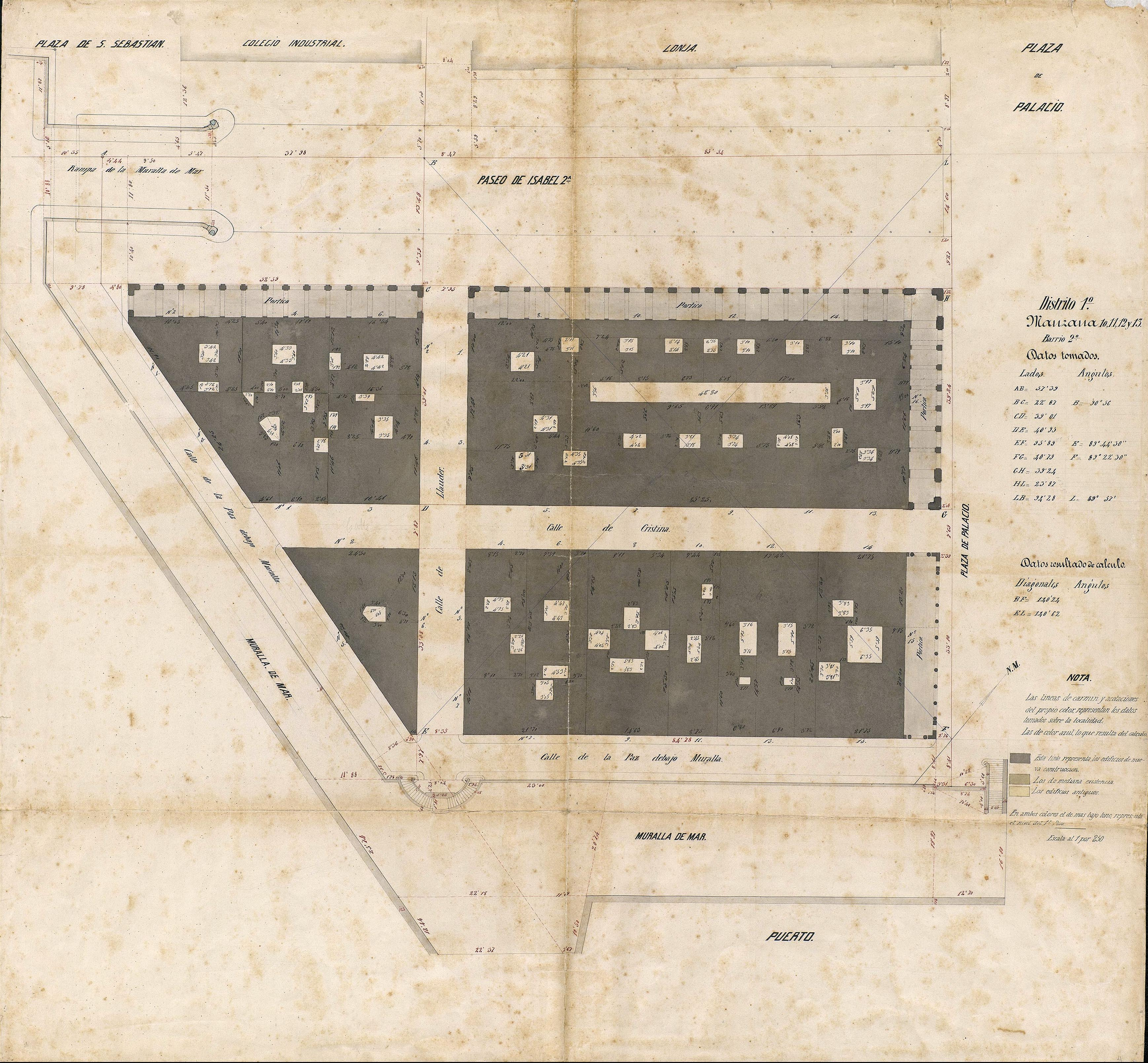
Quarteró núm. 4 de Garriga i Roca (c. 1860)

## Descripció
És un edifici aïllat de planta trapezial i consta de planta baixa, tres plantes, golfes i terrat.
La façana principal dona al passeig d'Isabel II. A la planta baixa hi ha els porxos formats per tretze arcades més una a cada lateral. Les arcades estan resseguides per una motllura que es recolza sobre pilastres amb capitell llis. Els murs estan decorats a l'exterior amb pilastres, situades entre les arcades, amb un petit capitell decorat amb cercles i que aguanten un tros d'entaulament, que només ocupa l'espai de cada pilastra, amb fris llis i per sobre un altre fris amb un tríglif al centre. Aquestes pilastres aguanten els balcons del primer pis. Als dos extrems de la façana i en els laterals aquestes pilastres són més amples i el fus està decorat amb línies horitzontals.
Als pisos superiors les obertures segueixen els mateixos eixos de les arcades, les alçades dels pisos són decreixents. Totes les obertures donen a balcons, corregut al primer pis i individuals al primer i segon. El voladís dels balcons també és menor segons es guanya alçada. Les llosanes són de pedra i les baranes de ferro forjat, amb motius marítims al primer pis. Les obertures són allindades i les llindes de les del primer pis estan decorades amb relleus.
Corona l'edifici un fris, on se situen les petites finestres rectangulars de les golfes, i una cornisa que aguanta la barana de balustres del terrat. Al centre de la barana, marcant l'eix de simetria de l'edifici, hi ha un cos amb la data de construcció, l'any 1842.
El parament està arrebossat i pintat, actualment mitja façana d'un color i l'altre meitat d'un altre. Als extrems unes pilastres gegants amb capitell llis recorren els tres pisos i aguanten la cornisa de coronament.